# 요시무라 아키라
요시무라 아키라（吉村 昭, 1927년（쇼와2년）5월 1일 - 2006년 7월 31일）는 일본의 소설가이다.
일본 도쿄 부(東京府) 기타토요시마 군(北豊島郡) 닛포리(日暮里)에서 태어나 가쿠슈인 대학(学習院大学)을 중퇴하였다. 1966년 『별로의 여행』(星への旅)으로 다자이 오사무 상(太宰治賞)을 수상하고 같은 해에 발표한 『전함 무사시』(戦艦武蔵)로 기록문학의 새 로운 경지를 개척하였다는 평을 받으며, 이 작품과 더불어 『간토 대지진』(関東大震災) 등으로 1973년에 기쿠치 간 상(菊池寛賞)을 수상하였다.
현장과 증언, 사료를 주도로 취재하고 철저하고 엄밀하게 구성한 다채로운 기록문학, 역사문학의 장편작품을 여러 차례 발표하였다. 일본예술원(日本芸術院)의 회원이었으며, 소설가 쓰무라 세쓰코 (津村節子)의 남편이기도 하다.

## 생애

### 태어남
닛포리 정의 오오아사타니(大字谷) 나카모토(도쿄도 아라카와 구 히가시닛포리)에서 태어났다. 아버지는 요시무라 류사쿠(吉村隆策), 어머니는 기요지(きよじ)로, 집안의 형제 가운데 여덟째 아들이었다. 아버지 요시무라 류사쿠는 백화점이나 침구점에 대한 물품 공급이나 광산 등지에 납입하는 이불 및 천을 제조하는 공장과 면사를 짜는 방직공장을 경영하고 있었고 아키라가 태어났을 때는 요시무라 집안의 사업도 순조롭게 돌아가고 있었다. 그의 집은 평옥(平屋)이라 불리는 이층집에 빨래 건조대가 설치되어 있었고 하숙하는 직공들도 있다 보니 어머니는 늘 대가족의 요리를 만들어야 했다.
요시무라 집안에 문학적인 분위기는 없었지만, 그의 셋째 형 히데오(英雄)가 동생 아키라가 중학교에 들어갈 무렵에 소설에 흥미를 품어서 당시 아쿠타가와 상(芥川賞), 나오키 상(直木賞) 수상작의 단행본들을 사와서 읽게 되었다.

### 학생 시절
닛포리 정의 도쿄 시(東京市) 편입 후인 1934년(쇼와 9년) 4월에 도쿄 시립 제4닛포리 심상소학교(東京市立第四日暮里尋常小学校)에 입학하였다. 1940년(쇼와 15년) 4월, 사립 도쿄 가이세이 중학교(私立東京開成中学校)에 입학하였다.  재학 중에 가정교사(당시 [[도쿄 제국대학 법학부 3학년생이었다고 한다)의 지도로 이와나미 문고(岩波文庫) 등의 고전 일본 문학(日本文学) 등을 읽게 되었고, 독서의 재미를 알게 되었다. 또한 중학교 2학년 때 『보트레스』(ボートレース)라는 제목의 작문이 교내 잡지에 게재되기도 했다. 요세(寄席)에 드나드는 것을 좋아하였는데, 태평양전쟁(太平洋戦争)이 발발하고 보도원(補導員)의 눈을 피해가면서 스즈키 연예장(鈴本演芸場), 닌교마치 스에히로(人形町末広), 가구라자카 연예장(神楽坂演芸場)에 다녔다. 늑막염이나 폐침윤으로 결석이 잦았는데, 1945년(쇼와 20년) 3월에 전시 특례에 의한 조상(繰上) 조치로 졸업할 수 있었다. 그러나 교련(教練) 성적이 나빴기 때문에 상급 학교로 진학하지 못하고 예비교(予備校) 생활을 보내야 했다.
태평양 전쟁에서 일본이 패망하기 1년 전인 1944년(쇼와 19년)에 요시무라 아키라의 어머니가 자궁암으로 별세하고, 패전 뒤인 1945년 12월에는 아버지도 암으로 사망하였다. 1946년 구제(旧制) 가쿠슈인 고등과(学習院高等科) 문과 갑류(文科甲類)에 합격하고도 부모가 모두 돌아가셨으므로 장래의 취직을 생각해서 이과(理科)로 지망을 바꾸어 가쿠슈인 입학에 참석하지 않았고, 오카야마 시(岡山市)의 제6고등학교(第六高等学校) 이과에 응시하였으나 실패하고 다시 예비교에 다니게 되었다. 1947년 구제 가쿠슈인 고등과 문과 갑류에 다시 입학했고, 이와타 쿠로(岩田九郎) 교수에게 사사하여 하이쿠(俳句)를 짓게 된다.
1948년 1월 5일에 각혈을 일으켜, 9월 17일에 도쿄 대학 의학부 부속병원(東京大学医学部附属病院)의 분원(分院)에서 흉부성형수술을 받았고, 이 수술로 왼쪽 가슴 부분 갈비뼈 다섯 대를 절제했다. 이러한 건강 악화로 요시무라는 구제 가쿠슈인 고등과를 중도퇴학해야 했다. 요양 생활을 거쳐서 1950년 4월에 신제(新制) 가쿠슈인 대학(学習院大学) 문정학부(文政学部) 문학과(文学科)에 입학하였고, 문예부에 소속하여 방송극을 쓰기도 했다. 이 무렵부터 요시무라는 작가를 지망하게 되었다. 한편으로 부비 염출을 위해 대학 요세(大学寄席)를 개최하여 라쿠고가인 고콘테이 신쇼(古今亭志ん生, 5대)를 불러 호평을 받기도 했다.
1952년 문예부 위원장이 되어 단편을 『가쿠슈인 문예』(學習院文藝), 개칭 『아카에』(赤繪)에 발표하였다. 당대의 문호인 가와바타 야스나리(川端康成)나 가지이 모토지로(梶井基次郎)에게 경도되었으며, 7월 11일에 하이쿠 스승인 이와타의 소개로 다른 문예부원 네 명과 함께 선배이기도 한 당시의 인기 작가 미시마 유키오(三島由紀夫)를 만나 미시마의 사인이 들어간 가와데 서방(河出書房)판 『가면의 고백』 단행본을 받기도 했다.
창작에 열중하여 강의를 듣지 않게 되면서 필수 과목인 체육의 단위를 딸 수 있을 정도의 체력이 없었고, 나아가 학비도 장기 체납되면서 1953년 3월에 대학에서 제적되고 말았다. 셋째 형이 경영하던 방적회사에 입사했으나 10월 말에 퇴사하였다(다만 대학은 후에 학비를 추납하면서 기부금을 납부하여 제적이 아닌 중퇴로 처리되었다). 11월 5일, 문예부에서 만나 알게 된 기타하라 세쓰코(北原節子, 훗날의 소설가 쓰무라 세쓰코)와 결혼하였다.

### 작가로써
섬유 관련 단체사무국에서 일하면서 단바 후미오(丹羽文雄)가 주재하던 동인지 『분가쿠샤』(文学者), 오다 진지로(小田仁二郎)가 주재하던 동인지 『Z』 등에 단편을 발표하였다.
1958년 2월, 단편집 『푸른 뼈』(青い骨)를 자비출판하였다. 6월에는 『주간 신쇼』(週刊新潮)에 단편 「밀회」(密会)를 발표하여 상업지에 데뷔하게 된다.
1959년 1월, 「철교」(鉄橋)가 제40회 아쿠타가와 상(芥川賞) 후보에 올랐고, 7월에는 「조가비」(貝殻)가 제41회 아쿠타가와 상 후보에, 1962년에는 「수명표본」(透明標本)이 제46회 아쿠타가와 상 후보에 같은 해 「돌의 미소」(石の微笑)가 제47회 아쿠타가와 상 후보에 올랐지만 끝내 수상은 하지 못했고, 1965년에 아내 세쓰코가 소설 장난감(玩具)으로 아쿠타가와 상(제53회)을 수상하게 된다. 그 사이에 요시무라가 아쿠타가와 상을 수상하게 되었다는 소식을 받고 차로 급히 달려갔더니만 실수였더라는 웃지 못할 헤프닝도 있었다(『私の文学漂流』에서).
1966년에 『별로의 여행』(星への旅)으로 제2회 다자이 오사무 상(太宰治賞)을 수상하였다. 이 해에 다큐멘터리 『전함 무사시』가 『신쇼』에 한번 게재되면서 비로소 작가로써 나설 수 있게 되었다. 1972년 겐도쿠 잠수함 작전(遣独潜水艦作戦)이라 불리는 태평양 전쟁 중의 독일과의 잠수함 지원 파견 작전(일명 야나기 계획)을 그린 『심해의 사자』(深海の使者)로 제34회 문예춘추 독자상(文藝春秋読者賞)을 수상하였다. 1973년 『전함 무사시』, 『간토 대지진』(関東大震災) 등 일련의 다큐멘터리 작품으로 제21회 기쿠치 간 상(菊池寛賞)을 수상하였다.
1979년 에도 막부 말기에 일본에 왔던 독일의 의사 필리프 프란츠 폰 지볼트의 딸을 주인공으로 하는 『후안, 지볼트의 딸』(ふぉん・しいほるとの娘)로 요시카와 에이지 문학상(吉川英治文学賞)을 수상하였다. 1985년 『차가운 여름, 뜨거운 여름』(冷い夏、熱い夏)으로 마이니치 예술상(毎日芸術賞)을, 『파옥』(破獄)으로 요미우리 문학상(讀賣文学賞) 및 예술선장문부대신상(芸術選奨文部大臣賞)을 수상하였다. 1987년 일본예술원상(日本芸術院賞)을 수상하였다. 1994년 막부 말기에 일어났던 덴구토의 난(天狗党の乱)을 테마로 한 『덴구 쟁란』(天狗争乱)으로 오사라기 지로 상(大佛次郎賞)을 수상하였다. 1997년 일본예술원(日本芸術院)의 회원이 되었다. 2003년에는 아내 쓰무라 세쓰코도 일본예술원의 회원이 된다.
1999년 일본문예가협회(日本文藝家協会)의 이사장 에토 준(江藤淳)의 서거로 이사장 대행으로 취임해 이듬해까지 직무대행을 맡기도 했다. 또한 일본문예가협회(日本文芸家協会)의 이사, 일본근대문학관(日本近代文学館)의 이사, 일본예술원 회원(1997년 12월 15일자 발령)을 맡고 2004년부터 2006년까지 일본예술원 제2부장을 맡기도 하였다.

### 만년
2005년 봄에 설암(舌癌) 선고를 받고, 나아가 양전자 방출 단층촬영(PET) 조사를 통해 췌장암도 발견되어 2006년 2월에는 췌장 전적 수술을 받았다. 퇴원 후에도 단편 투고를 지속했지만, 새로운 원고 의뢰는 응할 수 없었다.
7월 30일 밤, 도쿄 도(東京都) 미타카 시(三鷹市)의 자택에서 요양하던 중에 간병하던 큰딸에게 「나, 이제 가야겠다」(死ぬよ)라고 말한 다음, 자신이 손수 링거 관을 뽑고 이어서 머리의 정맥에 꽂고 있던 다른 호스들도 뽑은 뒤, 몇 시간 뒤 숨을 거두었다. 7월 31일 오전 2시 38분. 향년 79세였다.
요시무라는 죽기 전에 작성한 유언장에도 "목숨 연장을 위한 치료는 하지 않는다"고 명시해 두었고, 가족들은 본인의 의사를 존중해 긴급 치료를 하지 않고 스스로 최후를 맞이하도록 했다고 한다. 그의 죽음은 이른바 존엄사의 사례로 한국의 언론에도 보도되었다.
요시무라의 유고 「사안」(死顔)은 요시무라가 투병 중에도 퇴고를 거듭해 왔던 작품이었고, 그의 사후 『신쇼』 2006년 10월호에 게재되었다. 
묘소는 니가타 현(新潟県) 미나미우오누마 군(南魚沼郡) 유자와 정(湯沢町)의 오노하라 묘원(大野原墓苑)이다.

## 작풍
요시무라 아키라의 초기 작품들은 죽음을 테마로 한 치밀한 광경 묘사가 주된 단편소설들이 많았고, 그의 데뷔작이기도 한 『별로의 여행』은 다자이 오사무 상을 수상하였다. 『전함 무사시』는 베스트셀러가 되었고 그의 역사소설 작가로써의 지위를 확립시켰다.
역사소설로는 『전함 무사시』에서 보이듯 꾸준한 자료 정리와 현지 조사, 관계자 인터뷰로 치밀한 논픽션 소설(기록소설)을 썼으며 인물의 주관적인 감정 표현을 생략한 문체가 특징이다. NHK의 『프로젝트 X〜도전자들〜』(プロジェクトX〜挑戦者たち〜)을 비롯한 일본의 TV 프로그램의 원작이나 제재로 사용된 것도 많으며, 그 제재도 에도 시대(江戸時代)에서 현대(쇼와 중기)에 이르기까지의 사상이나 인물을 대상으로 하고 있다.
또한 바다를 제재로 한 역사소설을 많이 썼으며, 철저한 사실조사를 행했다. 『전함 무사시』를 시작으로 근대 일본의 전쟁사를 소재로 한 「전기문학」(戦記文学)이라는 장르를 확립한 것은 요시무라라고 하는 얘기도 있을 정도이다. 사실과 증언의 철저한 취재와 검증, 조사를 토대로 한 사실만을 묘사하였는데, 1980년 전후를 마지막으로 근대 이전 일본의 역사를 다룬 작품들로 그 축을 옮기게 되었다. 이에 대해서 요시무라는 자신의 자필 연표에서 「많은 증언자들의 고령화와 사망」(多くの証言者の高齢化による死)을 이유로 들었다. 사실을 직시하는 실증적인 작품을 쓸 수 없게 됨으로써, 전쟁사를 쓰지 않게 되었다. 1980년 이후에 잇따라 발표한 작품들은 근대 이전의 일본을 다룬 속칭 ‘역사물‘로 불리는 작품들이었는데, 이소다 고이치(磯田光一)는 「그(요시무라 아키라)만큼 사실 한 가지에 집착한 작가는 앞으로 나타나지 않을 것이다」(彼ほど史実にこだわる作家は今後現れないだろう)라고 평했고, 픽션을 쓰는 것을 극구 피하고 에도 시대에 어느 토지의 특정 날짜에 그날 날씨가 무엇이었는지까지도 행상인의 일기를 찾아가며 조사해 소설을 썼을 정도였다. 나마무기 사건(1862년)에 관하여 집필하면서 당시 말을 타고 있던 영국인의 옆구리와 어깨를 말을 타지 않은 상태에서 베었다는 기록에 대해서 의문을 품고 당시 검술을 계승한 계승자를 찾아가서 그 모습을 재현해 줄 것을 요청한 적도 있다.
다만 막말의 지볼트를 다룬 『후안, 지볼트의 딸』(ふぉん・しいほるとの娘)에 관해서는 어느 정도 창작한 부분이 많고, 근년의 지볼트 연구 가운데 현재는 완전한 픽션이라고 취급되는 것들도 있다. 또한 『빛나는 벽화』(光る壁画)에서는 위내시경 개발의 실화에 더해서 주인공의 사생활을 픽션으로 썼다고 「후일담」(あとがき)에 썼는데, 실화나 실명을 사용한 부분들에 대해서도 사실과 다른 내용이 많이 등장한다는 지적도 있다.
당시 일본 문단에서는 보기 드물게 속필(速筆)하는 작가였다고 알려져 있다. 그 일화로 어느 때인가 요시무라와 이케나미 쇼타로(池波正太郎)가 「우린 항상 원고를 빨리 주니까 그게 어느새 당연해져가지고 편집자들이 고마워하지 않더라고」(「ぼくたちはいつも原稿が早いので、それが当たり前になって編集者がありがたがってくれない) 「그러니까, 그래서 원고료도 짜게 주고」(そうそう、だから原稿料も安い)라는 이야기를 한 적이 있다고 한다. 

## 인물
가쿠슈인 대학에서 문예부 위원장을 맡았을 때에는 동인지 발행을 위해 분주했다. 동인지 비용을 대기 위해 라쿠고 연구회(落語研究会)를 발족시키고 고곤테이 신세이 등을 초청해 흥행을 거두기도 했다. 당초는 가쿠슈인측에서 강당 사용허가를 내 주지 않아 원장 아베 요시나리(安倍能成)의 자택을 찾아가 직접 면담하고 담판을 지어 사용허가를 받아냈다. 공연 티켓은 문예부 부원이 판매했는데 그 부원 가운데는 훗날 일본의 국왕(덴노)으로 즉위하게 되는 아키히토(明仁, 당시 왕세자)에게까지 티켓을 판 사람도 있어서, 공연 당일 아키히토도 관객으로 오기도 했는데, 3대 슌푸테이 류코(春風亭柳好)가 라쿠고 『5인 돌기』(五人廻し)를 공연하다가 아키히토를 보고 깜짝 놀라서 「불경죄 아니냐」라고 동요하는 바람에 공연 도중에 고좌를 내려와 버리는 사태가 벌어지기도 했다. 한편 일본의 대학에서 라쿠고 연구회가 설치된 것은 이때가 최초였다고 한다.
요시카와 에이지 상(吉川英治文学賞), 올 요미모노 신인상(オール読物新人賞), 大宅壮一ノンフィクション賞, 닛타 지로 문학상(新田次郎文学賞), 다자이 오사무 상(太宰治賞), 오사라기 지로 상의 심사위원을 맡기도 했다.
병마와 싸웠던 만년에 이른바 ‘존엄사’라는 형태로 자신의 임종을 맞은 것에 당시 일본의 관계자들은 큰 충격을 받았다. 부인인 쓰무라 세쓰코는 「본인은 미리 생각해 둔 바였겠지만 가족들에게는 놀라운 일이었다」(本人は考えた上でのことだろうが、家族にとっては突然のことだった)라고 밝혔다.
사망 후인 2011년에 발생한 동일본 대지진(東日本大震災) 이후 그가 쓴 『산리쿠 해안의 오오쓰나미』(三陸海岸大津波)가 재평가되어, 새로이 다른 독자들이 생겨나기도 했다.

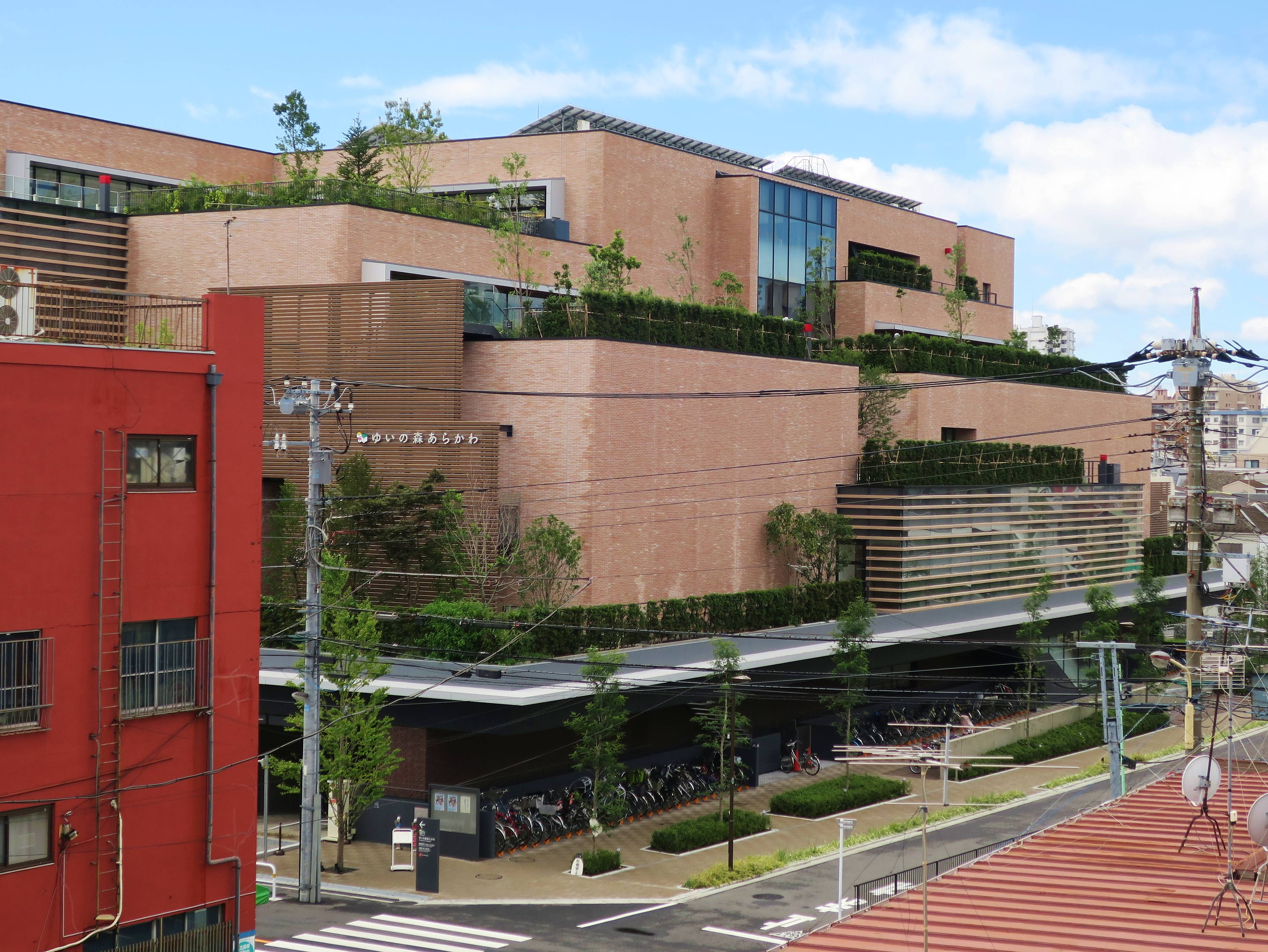
요시카와 아키라 기념문학관(吉村昭記念文学館, 도쿄 도 아라카와 구, 유이노모리 아라카와 경내 소재)

출신지인 아라카와 구는 2017년 3월 26일, 요시무라 아키라 기념문학관(吉村昭記念文学館)을 갖춘 복합시설 「유이노모리 아라카와」(ゆいの森あらかわ)를 개설했다.
1973년 발표한 논픽션 『간토 대지진』은 간토 대지진 당시 자행된 조선인 학살의 참상을 고발하고 있다. 초판본 전체 240쪽 가운데 4분의 1가량을 학살에 할애하고, 지진 다음날부터 시작된 조선인 관련 유언비어를 시간 순서로 나열하는 등 요시무라는 책 안에 조선인 학살의 참상을 기록하는 데 힘을 쏟았다. TV나 라디오가 없던 시절, 유일한 정보원이었던 신문이 유언비어를 사실처럼 보도해 학살에 힘을 실어준 꼴이 되었고, 그것을 군과 경찰 등마저 유언비어를 믿으면서 사건이 더욱 확대됐다고 분석했으며, "유언비어가 유언비어와 합류하고, 공포에 사로잡힌 서민들의 억측에 의해 변형돼 마치 거대한 톱니바퀴처럼 여러 마을들로 회전해갔다"고 비판했다. 2017년 9월 7일 일본의 마이니치 신문은 7일 요시무라를 "지울 수 없는 역사적 사실에 정면으로 마주한 작가"로 소개하며 특집 기사를 게재했다. 특집 기사에서 마이니치 신문은 (요시무라의 말대로) "대지진 당시 유언비어를 확산시킨 신문들 가운데는 마이니치 신문의 전신인 '도쿄일일신문'도 포함돼 있었다"고 자성했으며, "그런데 최근 이 사건이 없었던 일이라는 주장이 온라인 상에 퍼지고 있다"고 일본 사회의 우경화에 우려를 표했다.
요시무라는 1969년부터 서거할 때까지 미타카 시(井の頭公園 부근)에서 살았다. 요시무라 사후 자택 정원에 별채(離れ)로 건립되어 모실(母屋, 자택)에서 매일 「출근」하여 집필을 하곤 했던 요시무라의 서재(書斎, 1978년 건축) ・ 자필 원고 ・ 장서, 유품들이 쓰무라 세쓰코 등 요시무라의 유족들에 의해 미타카 시에 기증된다.
2024년 3월 9일에 미타카 시는 요시무라의 서재를 이전 복원한 기념시설 미타카
요시무라 아키라 서재(三鷹市吉村昭書斎)(외부 사이트)를 개관했다.

## 수상 경력
- 1966년 『별로의 여행』으로 다자이 오사무 상(太宰治賞)
- 1973년 『전함 무사시』『전함 무쓰의 폭침』(陸奥爆沈) 『간토 대지진』(関東大震災) 등으로 기쿠치 간 상(菊池寛賞), 『심해의 사자』(深海の使者)로 분케이슌주 독자상(文藝春秋読者賞)을 수상하였다.
- 1979년 『후안 ・ 시볼트의 딸』로 요시카와 에이지 상(吉川英治文学賞) 수상
- 1985년 『차가운 여름, 뜨거운 여름』(冷い夏、熱い夏)으로 마이니치 예술상(毎日芸術賞), 『파옥』(破獄)으로 요미우리 문학상(読売文学賞) 및 예술선장문부대신상(芸術選奨文部大臣賞)
- 1987년 작가로써의 업적을 인정받아 일본예술원상(日本芸術院賞)[13]
- 1992년 도민문화영예장(都民文化栄誉章), 아라카와 구 구민영예상(荒川区区民栄誉賞)[14]
- 1994년 『덴구 쟁란』(天狗争乱)으로 오사라기 지로 상(大佛次郎賞)
- 1997년 일본예술원 회원
- 2006년 사망 이후 종4위(従四位) 및 아사히 중수장(旭日中綬章) 표장
- ※1997년에 제1회 시바 료타로 상(司馬遼太郎賞)에 선출되었으나 사퇴(다치바나 다카시가 수상하였다).

### 내용
1. ↑  요시무라가 숨을 거둔 날 아내 쓰무라 세쓰코가 쓴 사소설 『홍매』(紅梅, 『文學界』 2011년 5월호, 문예춘추에서 7월에 간행)에서, 상세히 기록되었다. 또한 관련 에세이집으로 『닮지 않은 부부』(似ない者夫婦), 남편의 사망 뒤에 나온 『벚꽃 편도』(桜遍路)가 있다(모두 가와데 서방신사河出書房新社에서 나왔다).
2. ↑  또한 같은 책 61쪽에는 시바가 「이번에는 다카다야 가헤에(高田屋嘉兵衛)에 대해서 써보려고 한다」라고 와다에게 말했고 요시무라도 담당인 와다가 그 이야기를 하자 요시무라는 나도 쓰려고 생각하고 있었는데 이런 우연도 있나 하고 놀라며 쓰는 것을 그만둔 에피소드가 쓰여져 있다. 덧붙여 같은 책 243쪽에는 고미 야스스케(五味康祐)는 마감이 닥치기 직전까지 펜을 들지 않는 작가였다고. 담당 편집자가 마감일에 그의 집으로 가 보면 완성된 원고가 금고 안에 꼭 준비돼 있었다고 한다.